# Charlotte Mühe
Charlotte Mühe   (Uelzen, 24 de gener de 1910 - Hildesheim, 10 de gener de 1981) va ser una nedadora alemanya que va competir durant la dècada de 1920.
El 1928 va prendre part en els Jocs Olímpics d'Amsterdam, on guanyà la medalla de bronze en la prova dels 200 metres braça del programa de natació. El 1927, al Campionat d'Europa de natació, guanyà la medalla de plata en els 200 metres braça.